# أندرو ويلسون (لاعب كرة قدم)
أندرو ويلسون (بالإنجليزية: Andrew Wilson)‏ (14 فبراير 1896 في المملكة المتحدة - 15 أكتوبر 1973 في المملكة المتحدة) هو لاعب كرة قدم بريطاني (وحمل سابقاً جنسية المملكة المتحدة لبريطانيا العظمى وأيرلندا) في مركز الهجوم. شارك مع منتخب اسكتلندا لكرة القدم. أما مع النوادي، فقد لعب مع تشيلسي ودونفرملين أثلتيك وكوينز بارك رينجرز ونادي ميدلزبره ونيم أولمبيك وهارت أوف ميدلوثيان وSporting Club Nimes ‏.

## وصلات خارجية
- أندرو ويلسون على موقع الاتحاد الإسكتلندي (الإنجليزية)
- أندرو ويلسون على موقع قاعدة بيانات كرة القدم.إي يو (الإنجليزية)